# Орден Лазні
Найпочесніший орден Лазні (англ. The Most Honourable Order of the Bath) — британський лицарський орден, заснований Георгом І 18 травня 1725. Назва походить від давнього обряду, коли претендентів піддавали нічному неспанню з постом, молитвою і купанням напередодні отримання лицарства (церемонія припинила існування в 1815 році).
Орден складається з Суверена (британського монарха), Великого Магістра (або Гросмейстера; Й. В. принца Уельського), і трьох класів лицарів:
- Лицарі або дами Великого Хреста (GCB)
- Лицарі або дами Командори (KCB або DCB)
- Кавалери ордена (англ. Companions) (CB)

Заснований спочатку як військовий лицарський орден, знак носився як відзнака рангу армійського офіцера ордена Лазні (крім офіцерів гвардії, які використовували знаки інших орденів). Лицарі ордена сьогодні належать або до цивільного, або до військового підрозділу. Іноземні громадяни та піддані можут бути прийняті до ордену як почесні (honorary) члени.
Девіз ордена — Tria iuncta in uno (з лат. «Три в одному»), що відсилає одночасно до союзу Англії, Шотландії та Ірландії, і до Святої Трійці. Перше є найімовірнішим; в ордені часто повторюється символ трьох корон. Другий девіз, Ich dien (з нім. «Служу») теж іноді використовується, але лише членами ордена, що служать у збройних силах, а також є девізом принца Вельского — Великого магістра ордена.
За старшинством у Британській системі нагород орден займає четверте місце після Ордену Підв'язки, Ордену Будяка і Ордену св. Патрика. Останній належить до Ірландії, і після отримання нею незалежності не використовується (орден не приймав нових членів з 1934).

## Історія
За традицією, що сягає Середньовіччя, особливу лицарську гідність дарували на важливих королівських випадках, таких як коронація. Ці лицарства називалися лицарством Лазні (позначається абревіатурою «KB» після прізвища) через ритуальне обмивання, що проводилося до титулування. Ця практика припинилася за правління Карла II. Георг І відновив практику, заснувавши орден Лазні.

## Склад
Британський монарх є головою ордена Лазні. Наступний за старшинством член ордена — Великий Магістр; Й. В. принц Уельський Вільям з 2022. Глава ордена призначає нових лицарів за порадою уряду. Статути також допускають:
- 120 лицарів чи дам Великого Хреста (GCB), (з яких Великий Магістр перший і головний);
- 355 лицарів-командорів (KCB) або дам-командорів (DCB);
- 1,925 кавалерів (CB).

Кількість лицарів встановлена статутом, часто збільшувалася; спочатку орден складався з менш ніж сорока членів, але зараз включає понад дві сотні. Статути дозволяють монарху нехтувати лімітами при призначенні членів, чиї дії заслуговували «особливої шани чи нагороди». Ці «додаткові члени», також знані як почесні члени, не зараховуються в граничне число членів.

## Кавалери ордена
- Джон Хелі-Хатчінсон
- Андрій Шкуро
- Дуайт Ейзенхауер
- Рональд Рейган
- Костянтин Рокоссовський
- Джордж Буш-старший
- Стенлі Престон
- Микола Юнаків
- Стівен Далтон